# NGC 1288
NGC 1288 (другие обозначения — ESO 357-13, MCG -5-8-25, AM 0315-324, IRAS03152-3245, PGC 12204) — спиральная галактика с перемычкой (SBc) в созвездии Печь.
Этот объект входит в число перечисленных в оригинальной редакции «Нового общего каталога».
В галактике вспыхнула сверхновая SN 2006dr типа Ia, её пиковая видимая звездная величина составила 16,1.